# あいり出版
株式会社あいり出版（あいりしゅっぱん）は、日本の出版社である。心理学系の書籍を発行している出版社として知られる。

## 主な出版物
- 小池敏英ほか編著 『LD児のためのひらがな･漢字支援』
- 松木繁ほか編著 『ストレスマネジメント教育』
- 伊藤学而編著 『口と顔のコミュニケーション』
- 国生寿ほか編著 『社会教育と現代的課題の学習』
- 丹野眞智俊編著 『オノマトペを考える』
- 丹野眞智俊編著 『オノマトペ擬音語･擬態語をいかす』
- 正平辰男著 『通学合宿･生活体験の勧め』
- 神戸親和女子大学発達教育学部児童教育学科編 『ここが知りたい!実習に関する100の質問』
- ジョン･ラングドン･ダウン著 『ダウン症療育のパイオニア』
- 伊藤学而編著 『かお･カオ･顔―顔学へのご招待』
- 桑原広治著 『教育の場で、なぜ、コミュニケーションがうまくいかないのか』